# スタジオアールエフ
有限会社スタジオアールエフ（英語表記:StudioRF Inc.）は沖縄県宮古島市平良地区に本社のある、アニメーションの制作を主な事業内容とする日本の企業。
和歌山県生まれ・沖縄県・宮古島出身の比嘉一博（ロマのフ比嘉）が電気通信大学卒業後、プロジェクトチームDoGA主催の第9回CGアニメコンテスト(1997年)において、作品『ONE DAY, SOME GIRL』がグランプリを受賞。その後、ナムコを経て、フリーランスで映像製作を手がけつつ自主制作作品も製作した。その後2007年10月1日に沖縄県の宮古島市に本社を東京都の新宿区にスタジオを構えて創業した。
日本のアニメ制作会社としては珍しく、沖縄県の離島である宮古島に本社が存在する。事実上、3DCGアニメーション制作は東京スタジオが行い、スタジオアールエフ本社は福祉関連の業務を行っている。将来的には株式化することも言及している。

## 作品履歴
- HELLSING （演出、2008年）
- アップルシードジェネシス （2008年）
- RIDEBACK （制作元請：マッドハウス、エンディング絵コンテ、2009年）
- POWER DollS 1 （制作元請：工画堂スタジオ、オープニング映像制作、2009年）
- 武装中学生 （アスリードとの共同制作、2011年）